# Paranormal Insanity
Paranormal Insanity è un film del 2011 diretto da Mark L. Smith.
Pellicola horror direct-to-video statunitense con protagonisti Kandis Erickson, Jack Hunter e Emily O'Brien.

## Trama
Cinque ragazzi decidono di fare una seduta spiritica per evocare il fantasma di una bambina che si trova in un dormitorio. Per sbaglio i giovani evocano l'anima di un killer.

## Distribuzione

### Data d'uscita
Nonostante il film sia del 2011, alcuni siti web affermano sia del 2006. È inedito in Italia.